# Andrea Verga

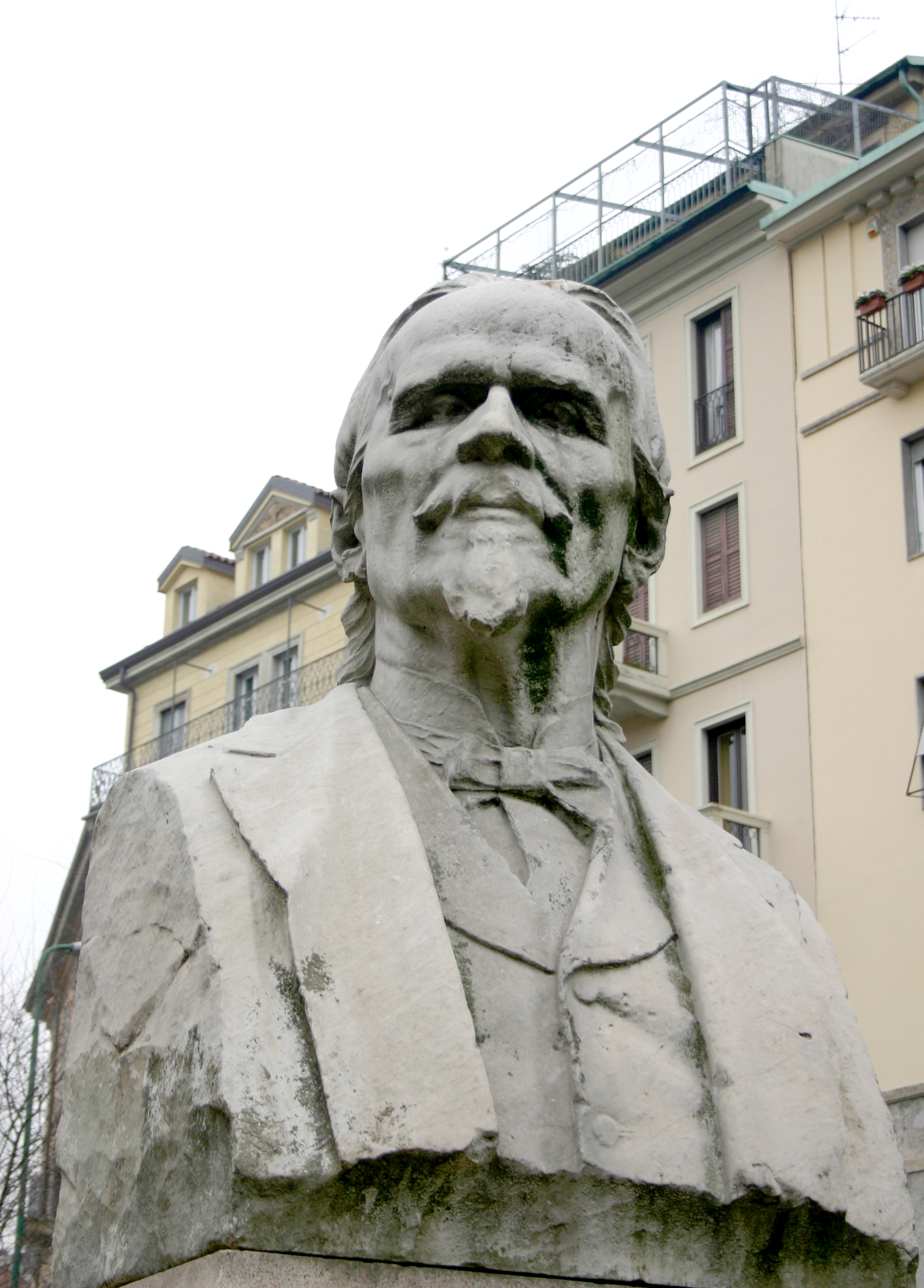
Popiersie Vergi dłuta Giulio Branki, Mediolan

Andrea Verga (ur. 30 maja 1811 w Treviglio, zm. 21 listopada 1895 w Mediolanie) – włoski psychiatra i neurolog, profesor psychiatrii klinicznej w Ospedale Maggiore w Mediolanie, w 1864 roku razem z Serafino Biffim (1822-1899) założył "Archivio Italiano per le malattie nervose e più particolarmente per le alienazioni mentali" ("Włoskie Archiwum Chorób Nerwowych i Schorzeń Umysłowych"). W latach 1876–1889 zasiadał w radzie miejskiej w Mediolanie.
Verga jest pamiętany za prace nad psychiatrią przestępców, a także nad akrofobią (lękiem wysokości) – dolegliwością na którą sam cierpiał. Wprowadził do psychiatrii terminy akrofobii, klaustrofobii i rupofobii. W 1851 roku opisał wariant anatomiczny, jakim jest poszerzenie tylnej części jamy przegrody przezroczystej, znane do dziś jako komora Vergi (cavum Vergae).